# Gai Meni (cònsol)
Gai Meni (en llatí: Caius Maenius P. F. P. N) va ser un magistrat romà del segle IV aC. Formava part de la gens Mènia, una antiga gens romana d'origen plebeu.
Va ser elegit cònsol l'any 338 aC amb Luci Furi Camil. Els dos cònsols van acabar de dominar el Latium, van posar fi a la guerra llatina i van obtenir els honors del triomf i estàtues eqüestres al Fòrum, cosa que era una distinció extraordinària. Meni va derrotar l'exèrcit llatí que s'acostava a l'assetjada Antium, al riu Astura i per aquesta victòria va obtenir el renom d'Antiàtic. La seva estàtua es va posar a una columna del Fòrum, coneguda com a columna Mènia (columna Maenia). Els becs o esperons de les naus conquerides a l'enemic es vau utilitzar per primera vegada per decorar els Rostra, plataformes des d'on parlaven els oradors al Fòrum.
L'any 320 aC va ser nomenat dictador per investigar suposats complots que alguns nobles romans estarien organitzant en conjunt amb els dirigents de Càpua, que l'any següent es va revoltar. Meni va nomenar magister equitum a Marc Fosli Flaccinator. La investigació va treure a la llum les implicacions d'alguns nobles de famílies destacades. Per fer front a les acusacions, els nobles van replicar presentant càrrecs contra el dictador i el magister equitum. Meni i Fosli van renunciar als seus càrrecs, van exigir un judici i van ser absolts.
L'any 318 aC va ser censor amb Luci Papiri Cras i va autoritzar la construcció de balcons a la vora del Fòrum perquè els espectadors poguessin veure millor els jocs que es feien en aquest lloc. Aquestes balconeres van prendre el nom de Maeniana.
L'any 314 aC va ser dictador per segona vegada, i va tornar a elegir Marc Fosli com a magister equitum.